# Hrabstwo Hamilton (Iowa)

Piramida wieku hrabstwa

Hrabstwo Hamilton – hrabstwo położone w USA w stanie Iowa z siedzibą w mieście Webster City. Założone w 1856 roku.

## Miasta i miejscowości
- Blairsburg
- Ellsworth
- Jewell Junction
- Kamrar
- Randall
- Stanhope
- Stratford
- Webster City
- Williams

## Drogi główne
- Interstate 35
- U.S. Highway 20
- U.S. Highway 69
- Iowa Highway 17
- Iowa Highway 175

## Sąsiednie hrabstwa
- Hrabstwo Wright
- Hrabstwo Hardin
- Hrabstwo Story
- Hrabstwo Boone
- Hrabstwo Webster

- http://www.hamiltoncounty.org/